# Дибровский сельский совет (Роменский район)
Дибровский сельский совет (укр. Дібрівська сільська рада) — упразднённая административная единица в составе
Роменского района
Сумской области
Украины.
Административный центр сельского совета находился в 
пос. Диброва
.

## Населённые пункты совета
- пос. Диброва
- с. Владимировка
- с. Дзеркалька
- с. Косаревщина
- с. Федотово
- с. Крещатик